# Entomogamie

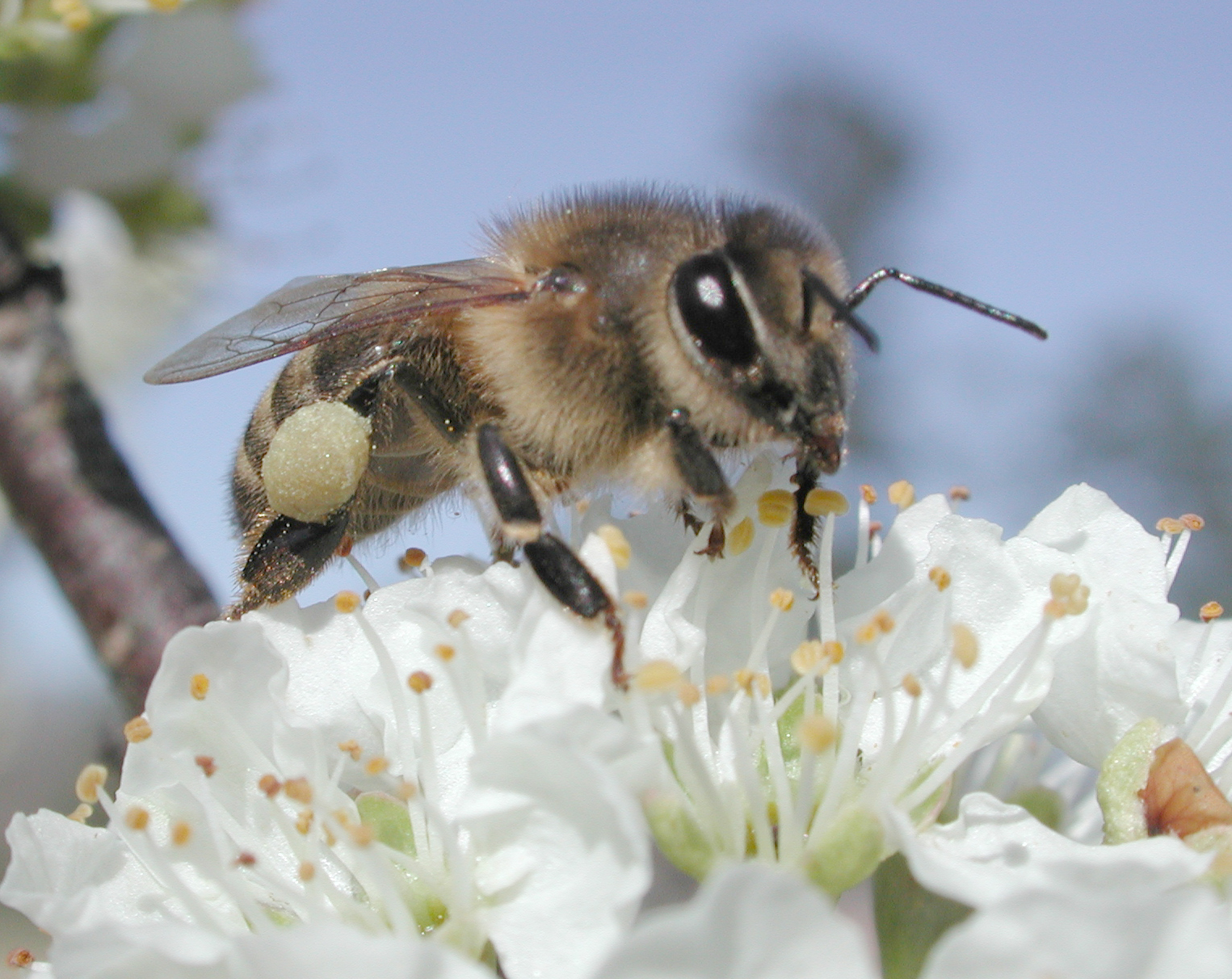
Včela opylující květ

Entomogamie neboli hmyzosprašnost či hmyzosnubnost je opylování rostlin hmyzem (tzn. hmyz hraje roli opylovače). Hmyz je ke květu lákán barvou, kresbou a vůní květu, nektarem v nektáriích i množstvím pylu, který některým druhům hmyzu slouží jako potrava. Některé rostliny však pouze předstírají, že obsahují nektar (orchidee). Většina hmyzu zprostředkujícího opylení dnešních krytosemenných rostlin patří do tří velkých řádů: blanokřídlí, dvoukřídlí, motýli. Největší význam pro opylování v Evropě mají především včely medonosné a jiní blanokřídlí. Na rozdíl od much, brouků a motýlů sbírají dospělí jedinci blanokřídlého hmyzu nektar a pyl nejen k vlastní obživě, ale také kvůli výživě larev (tím se podstatně zvyšuje počet návštěv na květech).